# Algebraïsche K-theorie
In de homologische algebra, een deelgebied van de wiskunde,is de algebraïsche K-theorie de studie van ringen respectievelijk vectorbundels op schema's.
De algebraische K-groepen vormen een rij abelse groepen {\displaystyle \left\{K_{n}(R)\right\}_{n\in \mathbb {N} }} die behoren bij de unitaire ring {\displaystyle R} en daarover informatie coderen.